# 자명성
자명성(自明性, triviality)이란 수학에서 증명과 정의의 단순한 기술(技術)적 면을 말한다. 반대말인 비자명(nontrivial)은 분명치 않거나 증명하는 것이 쉽지 않은 명제나 정리를 가리키는 말로 사용된다.

## 같이 보기
- 시작 대상과 끝 대상
- 트리비얼리즘
- 비이산 위상